# Parapercis phenax
Parapercis phenax és una espècie de peix de la família dels pingüipèdids i de l'ordre dels perciformes.

## Etimologia
El seu nom específic, phenax, prové del mot grec per impostor en referència a la seua semblança a Parapercis roseoviridis, la qual cosa va fer que fos erròniament identificat en el passat.

## Descripció
El mascle fa 18 cm de llargària màxima i la femella 14,7. El cos, moderadament allargat, és de color rosa al dors, lavanda-blanc al ventre, amb una sèrie de 10 franges curtes i de color verd fosc a groc al dors (les dues darreres al peduncle caudal i gairebé fusionades) i l'àrea espinosa de l'aleta dorsal de color negre. 4-5 espines i 23-24 radis tous a l'aleta dorsal i 1 espina i 19-20 radis tous a l'anal. 19-20 (normalment 19) radis a les aletes pectorals. La darrera espina de l'aleta dorsal és la més allargada del conjunt. La darrera membrana interespinosa de l'aleta dorsal es troba unida al primer radi tou de la mateixa aleta. Aleta caudal lleugerament arrodonida. Aletes pelvianes tot just arribant o estenent-se lleument més enllà de l'anus. 60-64 escates a la línia lateral. 5 escates des de la línia lateral fins a l'origen de l'aleta dorsal i 16 (15-17) des de la susdita línia fins a l'origen de l'aleta anal. Al voltant de 9 escates predorsals. Opercle i subopercle coberts de petites escates ctenoides, llevat d'una àrea marginal nua. Absència d'escates a les aletes dorsal i anal. Orificis nasals petits i situats davant del centre dels ulls (vistos des dels costats). Opercle amb una espina esmolada, gruixuda i inclinada lleument cap amunt. 4-7 + 10-13 branquiespines, les quals presenten petits tubercles espinosos. Boca gran, terminal, obliqua i formant un angle d'aproximadament 20º amb l'eix horitzontal del cap i del cos. Llengua petita, punxeguda i situada molt arrere de la boca. 3 parells de dents canines a la mandíbula inferior. Presència de dents palatines. 31-33 vèrtebres.

## Hàbitat i distribució geogràfica
És un peix marí, demersal (entre 322 i 600 m de fondària) i de clima temperat, el qual viu al Pacífic nord-occidental: el Japó.

## Observacions
És inofensiu per als humans.